# Endingen (Jakobsdorf)

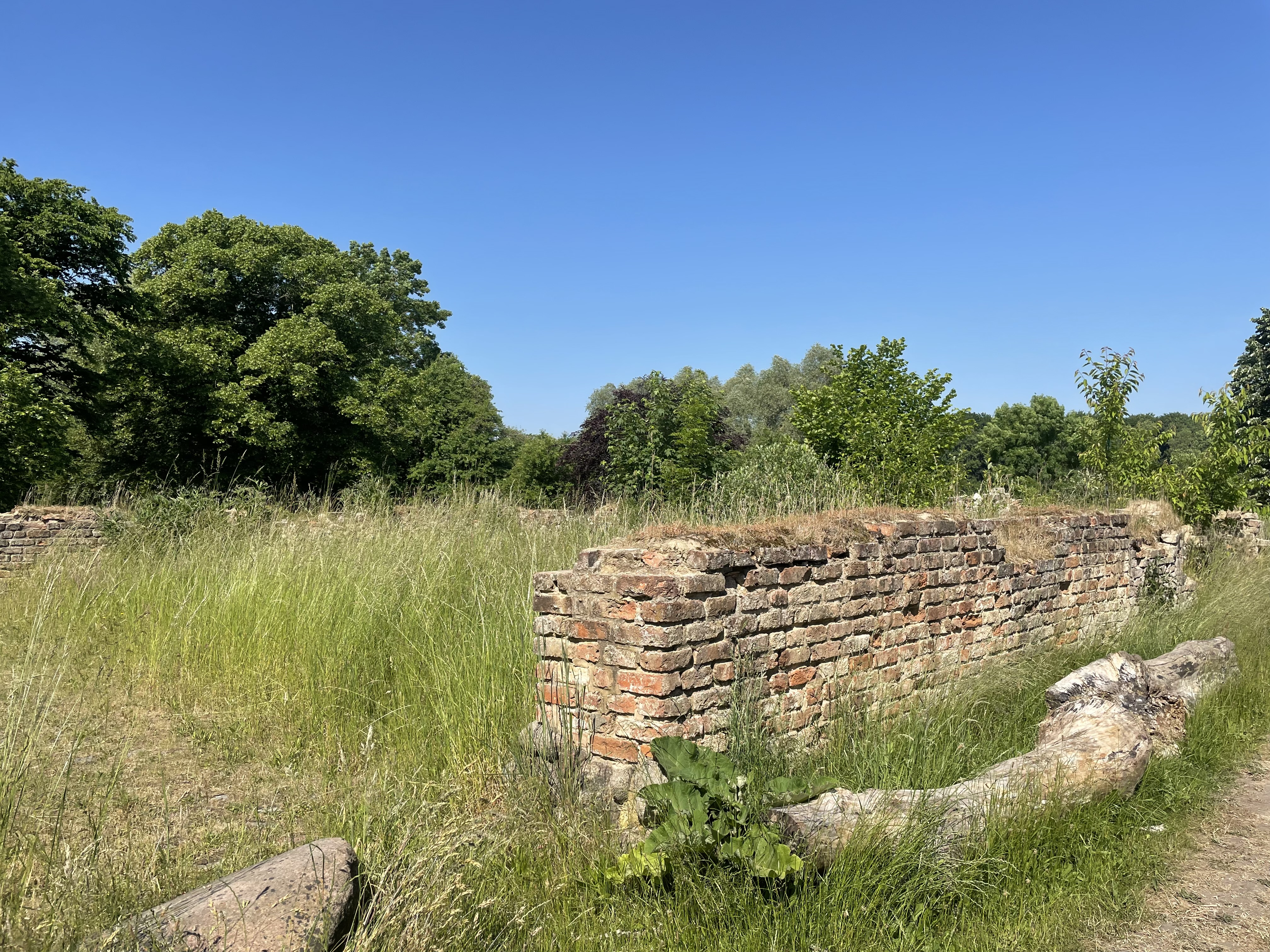
Wüstung Endingen

Endingen ist eine moderne Wüstung der Gemeinde Jakobsdorf im Landkreis Vorpommern-Rügen in Mecklenburg-Vorpommern.

## Geografische Lage
Der Ortsteil lag nordwestlich des Gemeindezentrums. Nördlich liegt Niedermützkow, nordwestlich Gehag, eine Wüstung der Gemeinde Niepars, westlich der Jacobsdorfer Gemeindeteil Nienhagen, südlich der Ortsteil Berthke und westlich Alt Lendershagen.

## Urgeschichte
Als einer der ältesten Nachweise menschlicher Anwesenheit in Nordostdeutschland gilt der Lagerplatz von Elchjägern, der bei Endingen nachgewiesen wurde. 1899 wurde er beim Sandabbau freigelegt.

## Geschichte und Etymologie

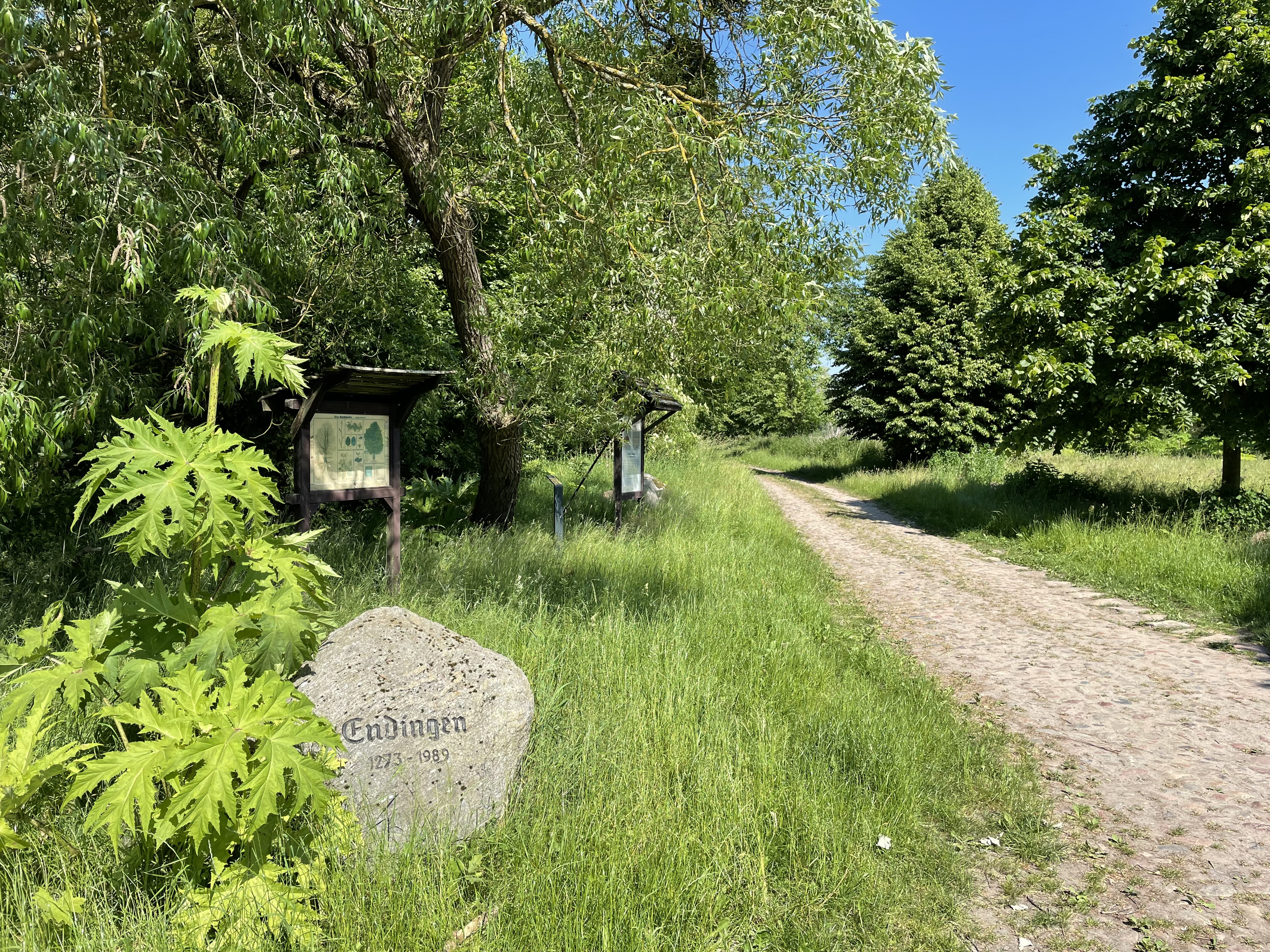
Blick von Süden

Die Siedlung wurde erstmals im Jahr 1273 als grangia gue Indya vocatur urkundlich erwähnt und bestand zu dieser Zeit aus einem Ackerhof, der von Zisterziensern angelegt worden war. Er befand sich bis 1534 im Besitz des Klosters Neuenkamp. In dieser Zeit erschien er als Endia (1434), Endyen (1450) und Endige (1618). Eine Informationstafel an der Wüstung zeigt auf, dass eine Deutung des Namens nicht möglich sei. In der Grundform Indya wurde im Mittelalter Indien bezeichnet. Es sei möglich, dass damit ein Grenzland gemeint sei, da Endingen im Schnittpunkt der Ländergrenzen von Pütte, Barth und Grimmen lag. Die Zisterzienser nutzten die Gemarkung als Wirtschaftshof, während ein größeres Gebäude dem Abt als Sommersitz gedient haben soll.
Im Jahr 1630 verkaufte der schwedische König Gustav Adolf Endingen zusammen mit Lendershagen und Wolfshagen an den Stralsunder Bürger Johann von Scheven. Die Bauern von Lendershagen waren ihm bzw. seinen Erben bis 1850 zu Hand- und Spanndiensten verpflichtet und mussten mit zwei Personen und vier Pferden an drei Tagen dienen, ebenso die Kossäten. Im Jahr 1696 lebten in Endien, Enningen der Dorfschulze Christian Schulz, ein Jäger Jacob Kop, ein Knecht sowie drei Dienstmädchen. Im Jahr 1773 erschien erstmals die Schreibweise Endingen.
Im Jahr 1924 war Endingen eine preußische Domäne geworden; der Pächter hieß Friedrich-Wilhelm Klein. Seine Frau war eine geborene Pflugradt, Schwester des pommerschen Malers Gustav Pflugradt. Das Gut war zu dieser Zeit 236 Hektar groß, davon entfielen 161 Hektar auf Acker. Der letzte Pächter war ein Herr Siemsen im Jahr 1934, der durch die Weltwirtschaftskrise in finanzielle Not geriet. Daraufhin führte die pommersche Bodengesellschaft eine Aufsiedlung durch. Im Gutshaus entstand ein Landjahrlager. Nach dem Zweiten Weltkrieg wurden im Gutshaus Flüchtlinge untergebracht; anschließend stand es leer. Als letzte Einwohnerin ist Frau Frieda Manske überliefert. Als auch sie auszog, kam es zu Vandalismus. Fenster und Türen fehlten, ebenso einzelne Dachsteine, so dass Wasser in das Gebäude eindringen konnte. Es wurde daraufhin im Jahr 1989 bis auf die Grundmauern abgerissen.